# Ban Thakkanat
Ban Thakkanat – wieś położona w południowo-wschodnim Laosie, w prowincji Attapu, w dystrykcie Xaysetha.